# Atarra
Atarra es un pueblo y municipio situado en el  distrito de Banda en el estado de Uttar Pradesh (India). Su población es de 47419 habitantes (2011). Se encuentra a 32 km de Banda.

## Demografía
Según el  censo de 2001 la población de Atarra era de 47419 habitantes, de los cuales 25098  eran hombres y 22321 eran mujeres. Atarra tiene una tasa media de alfabetización del 78,59%, superior a la media nacional que es del 59,5%.